# Chondrostoma knerii
Chondrostoma knerii és una espècie de peix cipriniforme de la família dels ciprínids.
Els mascles poden assolir els 20 cm de longitud total.
Es troba a Croàcia i Bòsnia i Hercegovina.